# Afrobeat
Afrobeat – gatunek muzyczny, powstały w Afryce w połowie lat 60. XX wieku, łączący afrykańskie rytmy i techniki wokalne oraz tradycyjną muzykę nigeryjskiego plemienia Joruba z funkiem i jazzem. Afrobeat pojawił się w latach 60. Jego korzenie sięgają muzyki Yoruba – pochodzącej z Nigerii, opartej na bębnach i mocno zakorzenionej w lokalnej tradycji. Motywy z Nigerii zostały szybko zaadaptowane przez artystów z Ameryki Łacińskiej – przede wszystkim z Karaibów. Stamtąd droga do czarnych dzielnic południa USA była już krótka. Epoka funku w latach siedemdziesiątych zakończyła ewolucję – narodził się afrobeat. Fela Kuti, na którego pomysłach opierają się współczesne zespoły, był najważniejszą postacią tego muzycznego zjawiska.
Od początku gatunek ten kojarzy się z licznymi, nawet dwudziestoosobowymi grupami – trochę na wzór amerykańskich big bandów z pierwszej połowy XX wieku. Improwizacja jest główną zasadą – przed koncertem niczego się nie planuje. Muzycy mieszają na scenie różne style – całość jest bardzo dynamiczna i energetyczna. Dominuje perkusja i sekcja dęta, która wprowadza słuchaczy w jazzujące klimaty.
Cechą charakterystyczną afrobeatu jest jego silne, polityczne przesłanie. Artyści krytykują dyskryminację Czarnych, wojny, elity polityczne i gospodarcze. Zwracają uwagę na problemy Trzeciego Świata: głód, nędzę czy kryzys zadłużenia.
Do najważniejszych kontynuatorów i spadkobierców tradycji afrobeat należą obecnie Femi Kuti (syn Feli), Seun Kuti (syn Feli), Inemo, Lagbaja, Wale Oyejide, Franck Biyong & Massak, a także grupy takie jak Antibalas Afrobeat Orchestra, Afrodizz, Belgian Afrobeat Association, Albino!, Kokolo Afrobeat Orchestra, The Budos Band, Akoya Afrobeat Ensemble, Bukky Leo & Black Egypt ’80 i Ayetoro.